# Lac la Ronge
Le lac la Ronge est un lac glaciaire situé dans la province de Saskatchewan. Le lac est situé à 250 kilomètres au Nord de la ville de Prince Albert. La ville de La Ronge borde le lac. Le lac est inclus dans le parc provincial du lac La Ronge.
Le lac la Ronge reçoit les eaux de la rivière Montréal. Le principal émissaire est la rivière Rapide qui mesure une douzaine de kilomètres avant d'aller se jeter du haut d'une grande chute dans la rivière Churchill.

## Toponymie
Le nom de la Ronge est attribué aux trappeurs et coureurs des bois Canadiens-français et Métis qui donnèrent ce nom en raison de la présence de nombreux castors. 
L'origine du nom du lac est incertaine, bien qu'on s'accorde généralement qu'il proviendrait du cri. Selon certaines sources, le nom du lac serait Kissisagi, une forme altérée de Kikasginagan qui signifie « ronger la racine ». Il s'agit d'un terme descriptif des rives du lac où de nombreux arbres auraient leur écorces rongées par les castors. Il s'agit d'une adaptation française du toponyme cri. Une autre explication est que ses rives aurait été rongées par un animal fabuleux, le Kitchi-Amik ou Grand Castor.